# Luzes de Michigan de 1994

Desenho feito por uma testemunha com base em um OVNI que avistou em 8 de março de 1994.

Em 8 de março de 1994, vários indivíduos relataram um avistamento de muitos OVNIs no oeste de Michigan, Estados Unidos. Os OVNIs foram descritos como parecidos com luzes de Natal piscantes, consistindo em cinco ou seis objetos, de formato cilíndrico ou círculos com luzes azuis, vermelhas, brancas e verdes.

## Radar
Em 11 de março, a mídia divulgou comentários do chefe da oficina local do Serviço Nacional de Meteorologia dos Estados Unidos, que comentou sobre dados de radar que sugeriram um "fenômeno em alta velocidade" sobre o Lago Michigan em 8 de março; Ele relatou o avistamento ao Centro Nacional de Relatos de OVNIs. Ele transmitiu relatos de testemunhas oculares que mencionaram "conjuntos de luzes vermelhas e verdes" que faziam "alguns movimentos bastante irregulares em alguns momentos". Os avistamentos foram relatados ao 9-1-1 e foram observados pela polícia e um radar do Serviço Nacional de Meteorologia dos Estados Unidos no aeroporto do Condado de Muskegon.

## Testemunhas
Os relatos de avistamentos em 8 de março foram seguidos por um "UFO flap [en]". Segundo Chicago Tribune, após o evento, avistamentos de OVNIs foram relatados por mais de 300 testemunhas em 42 condados de Michigan (Incluindo os condados de Muskegon, Ottawa, Berrien e Allegan).

## Interpretações
Em 20 de março, especialistas do Serviço Nacional de Meteorologia dispensaram os sinais de radar, apontando que o dispositivo é designado para detectar o clima e não aeronaves. A mídia especulou que os avistamentos poderiam ter sido causados por uma aeronave ultrassecreta dos EUA, embora os especialistas em aviação tenham expressado ceticismo. A mídia também cobriu um psicólogo que opinou que os avistamentos foram causados por contágio social, comparando-os a aparições de Maria, a mãe de Jesus, em manchas em uma torre de água.
Segundo o jornal Detroit Free Press, os cidadãos de Holland, uma cidade bastante religiosa de Michigan, estavam interpretando os avistamentos como um sinal bíblico.

## Comentários da MUFON
Em 20 de março, o porta-voz da Mutual UFO Network informou à mídia que eles haviam recebido mais de 100 relatos de OVNIs na parte baixa de Michigan desde os primeiros relatos em 8 de março. O grupo entrevistou dezenas de testemunhas, mas ainda não há uma explicação para o evento. O grupo alega ter descartado a maioria das explicações terrestres, como um pequeno avião, gás, dirigível, balão meteorológico, satélite, estrela cadente, aeronave militar ou detritos.

## Legado
Em 2019, no 25º aniversário do evento, a mídia local entrevistou a testemunha Cindy Pravda. Em 2020, o meteorologista aposentado Jack Bushong foi entrevistado sobre suas experiências na estação do Serviço Nacional de Meteorologia na noite de 8 de março de 1994. Em 2021, Bushong relatou que "se sentiu justificado" por um recente relatório governamental sobre OVNIs. O evento foi detalhado em um episódio da série Unsolved Mysteries da Netflix em 2022.